# Callopistria floridensis
Callopistria floridensis là một loài bướm đêm trong họ Noctuidae.

## Hình ảnh

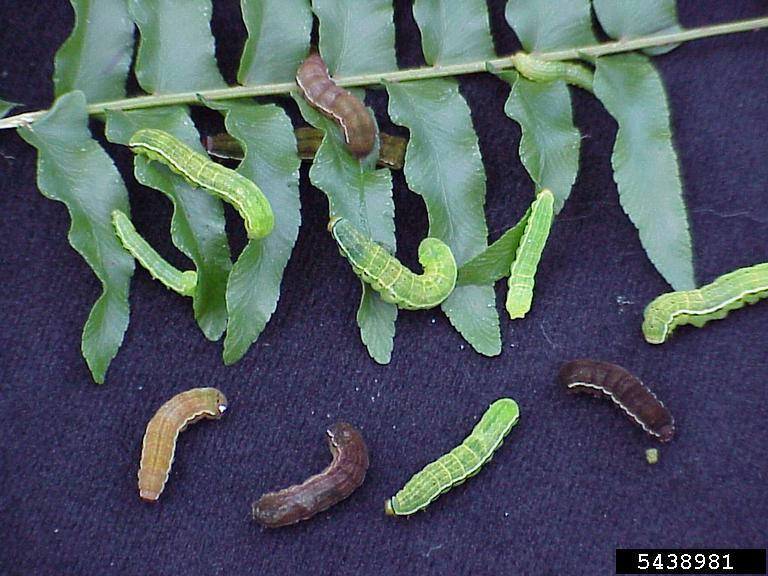